# Zoraida Morales
Zoraida Morales Sancho, auch Zoraida Behm-Morales, (* 1927 bei Havanna; † 28. April 2004) war eine kubanische Sopranistin, die seit Anfang der 1960er Jahre in Deutschland lebte.

## Leben
Sie studierte in Havanna bei Paul Csonka (1905–1995) Musik mit dem Schwerpunkt Gesang und legte das Staatsexamen ab. Später besuchte sie zur Fortbildung die Hochschule für Musik und Theater München. Nach kurzer Lehrtätigkeit an der Musikhochschule von Havanna widmete sie sich ganz ihrer Gesangskarriere im Opern-, Konzert- und Oratorienfach. In den 1950er Jahren gehörte sie der Sinfonie- und Chorgesellschaft von Havanna an und sang Hauptrollen in vom Musikverein „Pro-Arte Musical“ veranstalteten Opern wie beispielsweise Wolfgang Amadeus Mozarts Così fan tutte und der kubanischen Uraufführung von Benjamin Brittens Schändung der Lucretia. Von 1962 bis 1969 war Morales am Hans Otto Theater in Potsdam als Sopranistin engagiert, wo sie die „Kubanische Nachtigall“ genannt wurde. In ihrer kubanischen Heimat gehört sie zu den bis heute erinnerten klassischen Sängerinnen ihrer Zeit.
Im Jahr 1969 wurde sie Gesangspädagogin beim Rundfunk-Jugendchor Wernigerode an der EOS „Gerhart Hauptmann“ Wernigerode, wohin sie mit ihrem Ehemann, dem Tenor Fritz-Peter Behm (1930–2017), umgezogen war. Im Jahr 1978 verließ sie die DDR und ließ sich in Hannover nieder, wo sie sich als Altenpflegerin ausbilden ließ. Den Lebensabend verbrachte sie ab 2000 bei ihrem Sohn in Magdeburg.